# بوني براملت
بوني براملت (بالإنجليزية: Bonnie Bramlett)‏ هي مغنية ومغنية مؤلفة وممثلة أمريكية، ولدت في 8 نوفمبر 1944 في ألتون في الولايات المتحدة.

## أعمال

### أفلام
- الوصي[6]

## وصلات خارجية
- الموقع الرسمي
- بوني براملت على موقع IMDb (الإنجليزية)
- بوني براملت على موقع ألو سيني (الفرنسية)
- بوني براملت على موقع ميوزك برينز (الإنجليزية)
- بوني براملت على موقع أول موفي (الإنجليزية)
- بوني براملت على موقع إن إن دي بي (الإنجليزية)
- بوني براملت على موقع أول ميوزيك (الإنجليزية)
- بوني براملت على موقع ديسكوغز (الإنجليزية)
- بوني براملت على موقع قاعدة بيانات الفيلم (الإنجليزية)
- بوني براملت على موقع كينوبويسك (الروسية)